# Fontainemore
Fontainemore é uma comuna italiana da região do Vale de Aosta com cerca de 409 habitantes. Estende-se por uma área de 31 km², tendo uma densidade populacional de 13 hab/km². Faz fronteira com Andorno Micca (BI), Biella (BI), Issime, Lillianes, Pollone (BI), Sagliano Micca (BI).

## Demografia
| Variação demográfica do município entre 1861 e 2011                               |
|                                                                                   |
| Fonte: Istituto Nazionale di Statistica (ISTAT) - Elaboração gráfica da Wikipedia |